# Хокинг (округ)
Округ Хокинг (англ. Hocking County) располагается в штате Огайо, США. Официально образован в 1818 году. По состоянию на 2010 год, численность населения составляла 29 380 человек.

## География
По данным Бюро переписи США, общая площадь округа равняется 1 097,203 км2, из которых 1 091,220 км2 — суша, и 5,957 км2, или 0,540 %, — это водоёмы.

## Население
По данным переписи населения 2000 года в округе проживает 28 241 жителей в составе 10 843 домашних хозяйств и 7 828 семей. Плотность населения составляет 26,00 человек на км2. На территории округа насчитывается 12 141 жилых строений, при плотности застройки около 11,00-ти строений на км2. Расовый состав населения: белые — 97,54 %, афроамериканцы — 0,92 %, коренные американцы (индейцы) — 0,29 %, азиаты — 0,08 %, гавайцы — 0,00 %, представители других рас — 0,08 %, представители двух или более рас — 1,09 %. Испаноязычные составляли 0,44 % населения независимо от расы.
В составе 33,50 % из общего числа домашних хозяйств проживают дети в возрасте до 18 лет, 58,30 % домашних хозяйств представляют собой супружеские пары, проживающие вместе, 9,50 % домашних хозяйств представляют собой одиноких женщин без супруга, 27,80 % домашних хозяйств не имеют отношения к семьям, 23,70 % домашних хозяйств состоят из одного человека, 10,00 % домашних хозяйств состоят из престарелых (65 лет и старше), проживающих в одиночестве. Средний размер домашнего хозяйства составляет 2,54 человека, и средний размер семьи 2,98 человека.
Возрастной состав округа: 25,50 % моложе 18 лет, 8,10 % от 18 до 24, 28,30 % от 25 до 44, 25,00 % от 45 до 64 и 25,00 % от 65 и старше. Средний возраст жителя округа 38 лет. На каждые 100 женщин приходится 99,30 мужчин. На каждые 100 женщин старше 18 лет приходится 97,90 мужчин.
Средний доход на домохозяйство в округе составлял 34 261 USD, на семью — 40 888 USD. Среднестатистический заработок мужчины был 31 951 USD против 24 123 USD для женщины. Доход на душу населения составлял 16 095 USD. Около 10,30 % семей и 13,50 % общего населения находились ниже черты бедности, в том числе — 15,80 % молодежи (тех, кому ещё не исполнилось 18 лет) и 14,50 % тех, кому было уже больше 65 лет.